# Oberwald
Oberwald est une ancienne commune du district de Conches dans le canton du Valais, en Suisse.
Depuis le 1er janvier 2009, elle fait partie de la commune d'Obergoms.

## Géographie

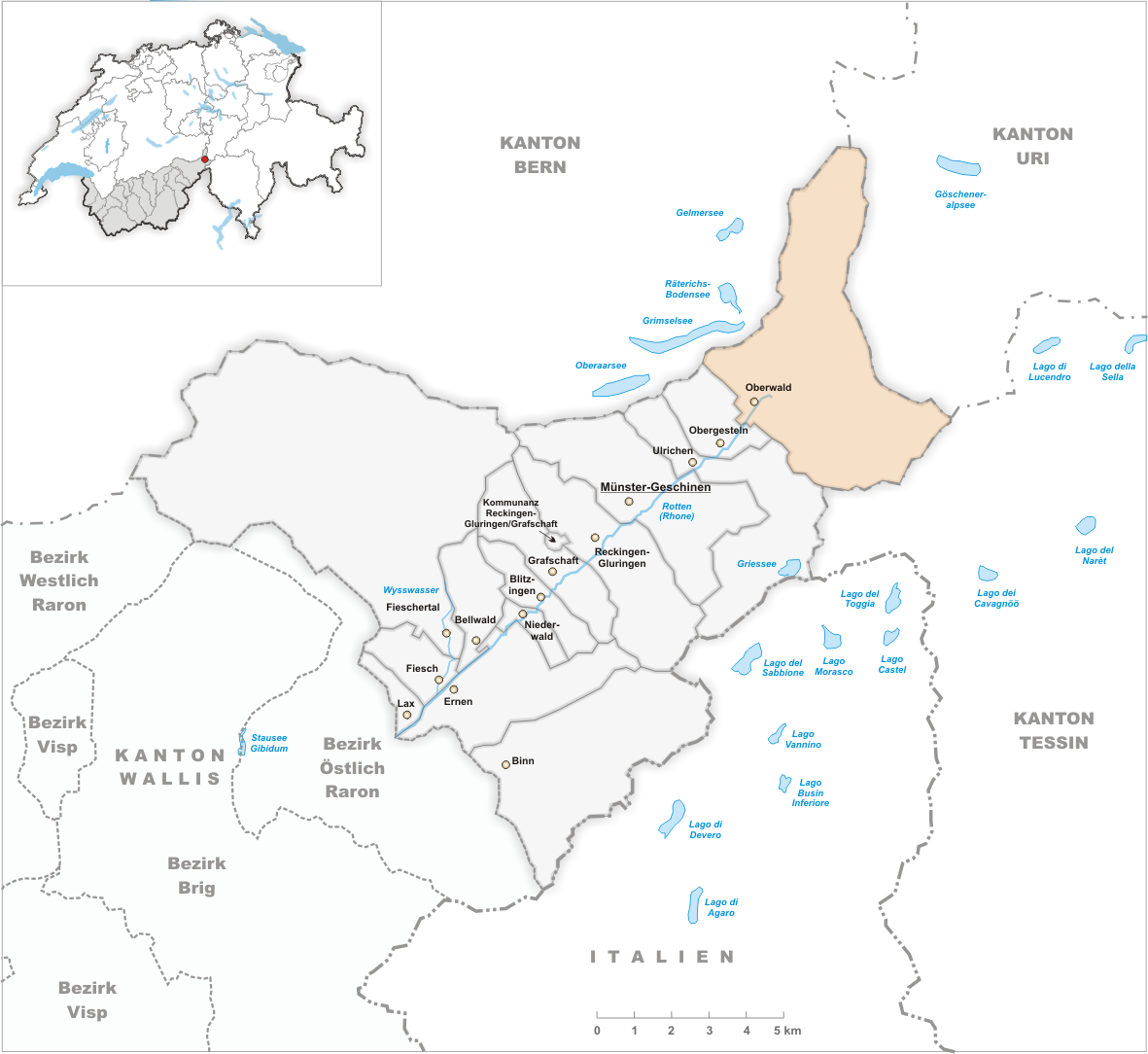
Territoire de l'ancienne commune de Oberwald.

La commune, située à l'extrémité orientale du canton du Valais, à 44 km au nord-est de la gare de Brigue, comprenait le village d'Oberwald, situé à 1370 m d'altitude, sur la rive droite du Rhône et, depuis 1838, celui d'Unterwassern, qui occupe le fond plat de la rive gauche, le Gerental avec les hameaux aujourd'hui abandonnés d'Untergeren, Obergeren et Bergdorf, les équipements hôteliers de Gletsch et du Belvédère sur le col de la Furka, ainsi que le glacier du Rhône.

### Transport
- Sur la ligne ferroviaire du MGB Brigue - Furka - Andermatt
- Depuis le 13 août 2010, la compagnie DFB rallie à nouveau Oberwald via l'ancienne ligne fermée en 1981.
- Chargement des voitures pour traverser le tunnel de la Furka jusqu'à Realp

La gare MGB d'Oberwald est également le départ de la route cycliste nationale appelée Route de l’Aar qui conduit à Koblenz.

## Toponymie
Le nom de la commune, qui s'oppose à Niederwald, désigne la partie supérieure (ober) de la forêt (Wald) située dans la vallée de Conches.
Sa première occurrence écrite date de 1386, sous la forme de Superiore Valde (Oberwaldt en 1419).

## Population et société

### Surnoms
Les habitants de la commune sont surnommés d'Schwinggini, soit les malpropres en dialecte haut-valaisan, et d'Haschini, soit les petits porcs.

### Démographie
La commune compte 280 habitants en 1850, 240 en 1900, 321 en 1950 et 260 en 2000.

## Héraldique
| Blason | Blasonnement : « D'argent à trois sapins de sinople fûtés au naturel et quatre plus petits, intercalés, tous plantés sur une terrasse de sinople, les trois premiers surmontés de trois étoiles d'or rangées en chef. » |

Les armoiries communales valaisannes sont soumises à l'approbation du Conseil d'État.